# Protancepaspis torreyae
Protancepaspis torreyae är en insektsart som beskrevs av Sadao Takagi och Kawai 1973. Protancepaspis torreyae ingår i släktet Protancepaspis och familjen pansarsköldlöss. Inga underarter finns listade i Catalogue of Life.